# Ветлянка (Соль-Ілецький міський округ)
Ветля́нка (рос. Ветлянка) — село у складі Соль-Ілецького міського округу Оренбурзької області, Росія.

## Населення
Населення — 999 осіб (2010; 992 у 2002).
Національний склад (станом на 2002 рік):
- росіяни — 62 %
- казахи — 35 %